# K-Meleon
K-Meleon este un browser web pentru platforma Microsoft Windows pe baza aceluiași motor ca Mozilla Firefox.
K-Meleon este lansat sub GNU Public License, ceea ce înseamnă că dezvoltatorii pot accesa codul sursă complet în cazul în care doresc să construiască pe browser.